# GoMining
GoMining es una empresa minera de Bitcoin que proporciona hashrate tokenizado a través de su protocolo. La empresa opera nueve centros de datos a nivel mundial. Fundada en 2021 en las Islas Vírgenes Británicas, la empresa era conocida inicialmente como GMT antes de cambiar de marca a GoMining. Actualmente está dirigida por el director general, Mark Zalan, y el director de desarrollo de negocio, Jeremy Dreier.

## Historia
GoMining comenzó sus operaciones a principios de 2021 como GMT. En 2021, emitió su token de utilidad, GOMINING, en la red Ethereum, que, desde entonces, se ha ampliado a BNB, TON y Solana. Ese mismo año, Till Lindemann y Khabib Nurmagomedov se convirtieron en embajadores de la empresa. A finales de 2021, GoMining se unió al Bitcoin Mining Council.
En 2022, GoMining presentó su primera colección de Mineros Digitales: NFT dinámicos vinculados a una tasa de hash de minería de Bitcoin específica proporcionada por el protocolo GoMining. Los NFT de los Mineros Digitales representan potencia minera real y permiten a los usuarios ganar recompensas diarias de BTC. La empresa también lanzó su aplicación móvil para iOS y Android. También introdujo la opción de pagar la electricidad y los servicios utilizando el token GOMINING.
A principios de 2023, la empresa lanzó la estaca para el token GOMINING, y lanzó una nueva colección de Mineros Digitales creada en colaboración con Khabib Nurmagomedov. Durante el segundo trimestre, la empresa habilitó los pagos a través de tarjetas de crédito, Apple Pay y Google Pay en 170 países. También introdujo un nuevo modelo de tokenómica basado en las emisiones de quema y reguladas por la comunidad. La empresa implementó la votación de la comunidad en decisiones clave y se asoció con Bitmain, un fabricante de equipos de minería. A finales de 2023, GoMining puso en marcha un centro de datos de 50 MW.
En 2024, la empresa presentó un nuevo centro de datos de 33 MW y el ecosistema registró más de un millón de usuarios. La empresa también obtuvo una licencia criptográfica en las jurisdicciones de la UE en 2024. Ese mismo año, la empresa introdujo la serie de avatares GoMiners que ofrecía ventajas a sus titulares, creó una API para integraciones de socios y consiguió una inversión de 3 millones de dólares de Bitscale Capital. También en 2024, la empresa lanzó Miner Wars, un juego de minería de bitcoins basado en blockchain integrado en la aplicación GoMining.

### Operaciones
GoMining opera nueve centros de datos con una capacidad combinada de 350 MW. Sus servicios incluyen la minería de Bitcoin llave en mano. Sus productos incluyen colecciones de NFT vinculadas a la capacidad de minería de Bitcoin (Mineros Digitales), que permiten a sus titulares obtener recompensas en BTC; servicios de minería llave en mano para grandes inversores; y el juego Miner Wars. Según GoMining, a finales de 2024 había 114.000 titulares de Mineros Digitales.
La plataforma utiliza GOMINING como su token nativo, que se utiliza para pagos en la plataforma, incluyendo la compra de NFT, la actualización y el acceso a descuentos en las tarifas eléctricas.